# Detoulgoetia
Detoulgoetia is een geslacht van vlinders van de familie spinneruilen (Erebidae), uit de onderfamilie Arctiinae.

## Soorten
- D. aspersa (Mabille, 1879)
- D. comorensis Rothschild, 1933
- D. pseudosparsata Rothschild, 1933